# Desmond & träskpatraskfällan
Desmond & träskpatraskfällan är den första svenska stop motion-animerade långfilm som gjorts. Filmen är skapad av Magnus Carlsson och hade premiär den 10 december 2006. 
Animationerna gjordes av svenska animationsstudion Dockhus (Dockhus Animation AB). Scenografin och modellerna gjordes av Wasakreation.

## Handling
Grisen Desmond och hans vänner förföljs av det fruktansvärda monstret Träskpatrasket. De är visserligen inte säkra på att han verkligen finns, men vem skulle annars ha snott elaka Willes elgitarr, Sebastian Hares boxhandskar och Bittan Kos makeuplager?

## Röster
- Sten Ljunggren – berättare
- Shanti Roney – Desmond
- Rikard Wolff – Helmut Sebaot
- Ola Rapace – Elake Wille
- Måns Natanaelsson – Sebastian Hare
- Anna Blomberg – Bitta Ko och Fru Krokodil
- Einar Edsta Carlsson – Lille Fant
- Rolf Skoglund – Herr Alligator
- Lotta Bromé – Märta Elefant